# Нерощино
Нерощино — деревня в Дмитровском районе Московской области, в составе Сельского поселения Костинское. Население — 2 чел. (2010). До 2006 года Нерощино входило в состав Гришинского сельского округа.

## Расположение
Деревня расположена в юго-восточной части района, примерно в 11 км на юго-восток от Дмитрова, по левому берегу реки Камарихи (левый приток Яхромы), высота центра над уровнем моря 199 м. Ближайшие населённые пункты — Сычевки на юго-востоке, Андрейково на востоке и Ульянки на северо-западе.

## Население
| 2002 | 2006 | 2010 |
| ---- | ---- | ---- |
| 3    | →3   | ↘2   |